# Юдашкин, Гирш Хацкелевич
Ги́рш Ха́цкелевич Юда́шкин (20 декабря 1904 года [2 января 1905], Чернигов, Черниговская губерния, Российская империя — 26 сентября 1943 года) — участник Великой Отечественной войны, парторг батальона 229-го гвардейского стрелкового полка 72-й гвардейской стрелковой дивизии 7-й гвардейской армии Степного фронта, Герой Советского Союза, гвардии лейтенант.

## Биография
Родился 20 декабря 1904 года (2 января 1905) в городе Чернигове в семье служащего. По национальности еврей. В 1920 году переехал с семьёй в Гомель, где окончил среднюю школу. Работал товароведом в городе Слоним Гродненской области Белоруссии. Член ВКП(б) с 1939 года.
В Рабоче-крестьянской Красной армии с июня 1941 года. Окончил курсы политработников. В боях Великой Отечественной войны с августа 1941 года. Воевал на Брянском, Воронежском и Степном фронтах. Принимал участие в Московской и Сталинградской битвах. Сражался на Курской дуге.
Парторг батальона гвардии лейтенант Юдашкин отличился при форсировании Днепра в районе села Бородаевка (Верхнеднепровский район Днепропетровской области).
В ночь на 25 сентября 1943 года в составе десантного отряда на подручных средствах под огнём противника переправился через Днепр. Заменил раненого командира отряда. Умело организовал прорыв десантников в село Бородаевка и отражение контратак противника. Погиб 26 сентября 1943 года, похоронен в селе Правобережное Верхнеднепровского района.

Указом Президиума Верховного Совета СССР от 26 октября 1943 года за успешное форсирование реки Днепр, прочное закрепление и расширение плацдарма на западном берегу реки Днепр и проявленные при этом отвагу и геройство гвардии лейтенанту Гирше Хацкелевичу Юдашкину присвоено звание Героя Советского Союза (посмертно).

## Награды
- Медаль «Золотая Звезда» Героя Советского Союза;
- орден Ленина

## Память
- Похоронен в селе Правобережное Верхнеднепровского района Днепропетровской области Украины, на трассе Днепропетровск — Киев.